# Протасова, Мария Андреевна
Мария Андреевна Протасова, в замужестве Мойер (16 марта или 1 апреля 1793 — 14 или 17, 18, 19 марта 1823, Дерпт) — дочь единокровной сестры В. А. Жуковского Е. А. Протасовой. Ученица Жуковского, который долгие годы был влюблён в Марию и безуспешно добивался брака с ней. В 1817 году вышла замуж за профессора Дерптского университета И. Мойера. В конце XIX — начале XX века исследователей привлекла личность Марии Протасовой и её роль в жизни и творчестве Жуковского. Был опубликован «дерптский дневник», который совместно вели Мария и Жуковский в 1814—1815 годах. Её письма, а также письма Е. А. Протасовой и Жуковского, составили так называемый «Уткинский сборник», вышедший в свет в 1904 году.

## Биография
Мария была старшей дочерью в семье тульского губернского предводителя дворянства Андрея Ивановича Протасова и его супруги Екатерины Афанасьевны, урождённой Буниной (1770—1848).

### Белёв
А. И. Протасов умер в 1805 году, оставив после себя большие карточные долги. Все имения его были проданы, вдове остались два села в Орловской губернии, которые отошли ей от отца, Афанасия Ивановича Бунина, — Бунино и Муратово. Было продано и село Сальково, в котором жили Протасовы. Екатерина Афанасьевна не имела возможности переехать ни в Бунино, ни в Муратово, так как там не было господских домов. Охраняя свою самостоятельность, она, по совету матери, Марии Григорьевны, поселилась отдельно от родных. С двумя дочерьми — Марией и Александрой — Екатерина Афанасьевна уехала в Белёв, где сняла особняк на Крутиковой улице, рядом с домом, который строил для себя Жуковский, её брат по отцу, сын пленной турчанки Сальхи.
Екатерина Афанасьевна была стеснена в средствах и не могла нанять учителей, летом 1805 года она просила своего брата Жуковского стать преподавателем её дочерей. Планы обучения было доверено составить ему самому. Считая, что этот опыт принесёт пользу и ему, Жуковский с энтузиазмом взялся за дело. Его программа, в которую входили изучение теологии, философии, нравственности, истории, географии, эстетики и изящной словесности, увлекла учениц. Они знакомились с сочинениями Штурма и Бюффона, Руссо, Сан-Пьера и Жанлис. Во время совместных прогулок Жуковский рисовал, девочки также начали рисовать, здесь наиболее способной оказалась младшая из сестёр, Александра, однако и Маша не оставляла этого занятия. Большое внимание Жуковский уделял воспитанию своих учениц, они читали Библию и назидательную литературу. Как отмечал П. Сакулин, в детское чтение Маши входили contes moraux — «моральные сказки», развивавшие её чувствительность и направлявшие «душу к добродетели».

Екатерина Афанасьевна почти всегда присутствовала на уроках и нередко досадовала на дочерей, особенно от придирок матери страдала Маша. В своём дневнике Жуковский специально для Екатерины Афанасьевны сделал следующую запись: 
«Тяжело и несносно смотреть на то, что Машенька беспрестанно плачет; и от кого же? От вас, своей матери! Вы её любите, в этом я не сомневаюсь. Но я не понимаю любви вашей, которая мучит и терзает. Обыкновенная брань за безделицу… Но какая ж брань? Самая тяжёлая и чувствительная! Вы хотите отучить её от слёз; сперва отучитесь от брани…»
Маша, в отличие от своей сестры, считалась некрасивой. По характеру она была спокойной и замкнутой, тогда как Саша — девочкой живой и весёлой. Мать с Машей была излишне строга, и та чувствовала себя одинокой. Наибольшее влияние из близких людей на Машу оказали мать и её дядя и учитель — Жуковский.
Как и Екатерина Афанасьевна, Маша была глубоко религиозна, она верила, что в человеческой жизни есть смысл только потому, что существует «будущая вечная жизнь». Жизненные испытания она принимала без жалоб, а, по словам сестры, «ища и находя в этом счастье». Александра удивлялась способности Марии превращать в поэзию самые обыденные жизненные обязанности и «распространять вокруг себя аромат благоухающего благочестия».

Учебные занятия прерывались на время, когда Протасовы уезжали гостить к родственникам. 9 июля 1805 года, оставшись один в Белёве, Жуковский сделал в дневнике следующую запись: «можно ли быть влюблённым в ребёнка?», признавал, что любит Машу и надеется впоследствии связать свою судьбу с ней: 
«Я был бы с нею счастлив конечно! Она умна, чувствительна, она узнала бы цену семейственного счастия и не захотела бы светской рассеянности…»
 и опасается противодействия родных, а более всех — Екатерины Афанасьевны.
С течением времени скрывать чувства, которые он испытывал к Маше, Жуковскому становилось всё сложнее. Летом 1807 года он объяснился со старшей Протасовой, и его опасения подтвердились: сестра строго придерживалась религиозных правил и считала родство слишком близким для заключения брака. Кроме того, по мнению Екатерины Афанасьевны, дочь её была ещё очень молода. Для Жуковского начались долгие годы борьбы за счастье.
Осенью Жуковский уехал в Москву, чтобы работать над изданием «Вестника Европы». В февральском номере (1808) журнала он опубликовал аллегорическую повесть «Три сестры (Видение Минваны)», написанную ко дню рождения Маши.

### Муратово

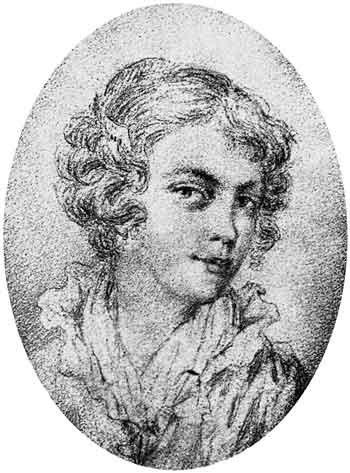
Мария Протасова (1811). Рис. В. А. Жуковского

Летом 1810 года Протасова решила переехать в своё имение Муратово. Так как в селе не было господского дома, Жуковский, оставивший к тому времени редактирование «Вестника Европы» и живший в Мишенском, вызвался построить его. В Муратове он сам выбрал место, сделал чертёж усадьбы и наблюдал за ходом работ. Протасовы уехали из Белёва, Жуковский навещал их в Муратове и помогал обустроиться в новом доме. Весной 1811 года, чтобы быть ближе, Жуковский купил дом в деревне Холх, в полуверсте от усадьбы Екатерины Афанасьевны. По соседству располагалось имение Чернь, принадлежавшее А. А. Плещееву, двоюродному брату Маши и Саши Протасовых, с которым познакомился и подружился поэт. Протасовы и Жуковский стали постоянными гостями Александра Алексеевича и Анны Ивановны Плещеевых, в доме которых проводились литературные и театральные вечера.
О том, что Жуковский любит её и собирается сделать ей предложение, Маша узнала в 1811 году из письма Анны Ивановны Плещеевой. Письмо это увидела мать, по её словам, Маша «упала ей в ноги» и клялась никогда не соглашаться на брак с Жуковским, уверяя, что испытывает к нему лишь родственную любовь. Как утверждала Екатерина Афанасьевна, Маша намеревалась просить Жуковского «оставить их», но она (Екатерина Афанасьевна) «удержала её». И впоследствии мать утверждала, что дочь не влюблена в Жуковского, и что она была бы спокойна, если бы он победил свою страсть.
Впервые Жуковский просил руки Марии в январе 1812 года, и Екатерина Афанасьевна решительно отказала, заявив, что «по родству эта женитьба невозможна», более того, она запретила брату даже упоминать о своих чувствах. В начале Отечественной войны Жуковский вступил в ополчение, 2 августа он простился с Протасовыми, которые жили в то время вместе с другой его племянницей — Авдотьей Киреевской и её мужем в Орле в доме Плещеевых, и 19 августа отправился из Москвы со своим полком в Бородино.
Зимой 1813 года Жуковский побывал в Савинском у И. В. Лопухина, рассказал о своих намерениях в отношении Маши и заручился его поддержкой. Лопухин пообещал написать Протасовой и уговорить её дать согласие на брак. В октябре 1813 года в Холх по приглашению Жуковского приехал его друг Александр Воейков. Поэт надеялся на то, что Воейков поможет сломить сопротивление Екатерины Афанасьевны. Тот сумел понравиться Протасовым, помогал Екатерине Афанасьевне по хозяйству делом и советом, стал ухаживать за её младшей дочерью. Тайно от Жуковского он прочитал его дневник и написал туда стихотворное послание с обещанием помочь ему и Марии. Выступить же просителем за Жуковского Воейков, по его словам, смог бы только после женитьбы на Саше Протасовой. Он советовал Жуковскому увезти Машу.
Воейков добивался места в Дерптском университете либо в Казани, Александр Тургенев в Петербурге хлопотал за него. В то же время Екатерина Афанасьевна хотела, чтобы младшая дочь осталась после свадьбы в Муратове. Сам Жуковский одно время уговаривал Воейкова остаться в имении Протасовой и даже просил Тургенева употребить всё своё влияние, чтобы Воейкову не давали кафедры. Однако тот всё-таки получил место профессора, приехал в марте к Протасовым и тогда же был официально объявлен женихом Александры.
Вторично поэт сватался в апреле 1814 года, и снова Протасова-старшая отказала ему, к тому же она запретила сводному брату появляться в Муратове. С Машей он переписывался, передавая ей тайно тетради, «синенькие книжки», это были послания в виде дневников. Когда Протасовы уехали в Троицкое, он ехал за ними, обмениваясь письмами с Машей. Жуковский сетовал на то, что скоро они будут разлучены (Екатерина Афанасьевна собиралась поселиться с молодожёнами в Дерпте), Маша отвечала, что они несчастливы и «будучи вместе», она обвиняла себя в том, что Жуковский не может писать, и требовала («Итак, занятия! непременно занятия!»), чтобы он работал. Уверяя его, что через несколько лет они будут вместе, просила уехать его в Петербург. Она, как отмечал А. Веселовский, не только восприняла «философию смирения», но и, в отличие от Жуковского, сумела соединить «смиренное ожидание» и стремление к деятельному образу жизни.
Жуковский отправился в Чернь, а после — в Долбино к Авдотье Киреевской. Киреевская, узнав об отказе Екатерины Афанасьевны, написала той письмо, где просила разрешить Маше выйти за Жуковского. Если же этот брак, как считала Протасова-старшая, грешен, Киреевская предлагала сама искупить его, оставив детей и уйдя в монастырь.
Перед свадьбой Александры Жуковский продал Холх и передал ей на подарок одиннадцать тысяч рублей. Так как жить ему было негде, Екатерина Афанасьевна пригласила его в Муратово. Свадьба состоялась 14 июля 1814 года. Надежды, которые Жуковский возлагал на Воейкова, не оправдались. «Я не сомневаюсь в его дружбе, но теперешний тон его со мною не похож на прежний… Мы с ним живём под одной кровлею и как будто не знаем друг друга», — писал поэт Маше. 30 августа во время празднования своих именин Воейков оскорбил Жуковского, и тот покинул Муратово, переехав в Долбино. В имении Киреевской он пережил небывалый творческий подъём, этот плодотворный период получит название «Долбинская осень» по аналогии с Болдинской осенью Пушкина. Среди других произведений, созданных в Долбино, — три баллады: «Алина и Альсим», «Эльвина и Эдвин», «Эолова арфа», темой которых стали страдания влюблённых, переживающих разлуку по воле родных.

### Дерпт

#### У Воейковых
Жуковский не появлялся в Муратове, но вёл переписку с Екатериной Афанасьевной и получил от неё позволение отправиться вместе с ними в Дерпт. В конце года Жуковский составляет план будущей жизни, где определяет свои отношения с семьёй Протасовых-Воейковых. Он мечтает жить рядом с ними, снова надеется на то, что брак состоится, что все вместе они поселятся в Муратове.
Через некоторое время Протасова передумала и запретила Жуковскому сопровождать их в Дерпт, тогда он добился встречи с сестрой. Как писал Жуковский впоследствии Маше, «этот разговор можно назвать холодным толкованием в прозе того, что написано с жаром в стихах». По его словам, Екатерина Афанасьевна просила его дать время на налаживание отношений с дочерью, так как он их (её и Машу) «совсем разлучил».
Воейковы и Протасовы переехали в Дерпт в январе 1815 года. В это время в городе был расквартирован егерский полк, генералы которого посещали лекции Воейкова. Один из них, А. И. Красовский, начал ухаживать за Машей, и Воейков склонял её к браку с ним. Историю сватовства Красовского Маша иронически описала в журнале для Авдотьи Киреевской, который позднее переслала ей через Жуковского. Брачным планам Красовского не суждено было осуществиться, в марте 1815 года он ушёл в поход. Жуковский задержался на некоторое время в Москве и прибыл в Дерпт в марте. Он был потрясён известием о сватовстве Красовского. По его словам, под влиянием этого обстоятельства он решил участвовать в жизни Маши только как родственник. Однако неверие Екатерины Афанасьевны в искренность Жуковского всё изменило.
Живя под одной крышей, Жуковский и Маша практически были лишены возможности видеться наедине. Они, часто находясь в соседних комнатах, снова вели тайную переписку, обмениваясь тетрадями-дневниками. В литературоведении тетради Жуковского 1814—1815 годов получили название «дерптского дневника» или «дерптских писем-дневников». Переписка Жуковского и Протасовой 1815 года содержит сведения об одном из важнейших периодов жизни поэта. То, что произошло в Дерпте в 1815 году, повлияло и на всю его последующую жизнь, и на его творчество.

Для Марии ситуация осложнялась не только строжайшим надзором матери, но и слежкой Воейкова, поведение которого делало жизнь в его семье невыносимой для свояченицы. Позднее, уже будучи замужем, она писала Авдотье Киреевской-Елагиной в связи с очередным оскорблением, нанесённым ей Воейковым:
…Если он выведет меня из себя, то я открою такие вещи, которые справедливы, хотя и неправдоподобны… Одна любовь к Саше заставляла меня молчать, но терпению есть границы… У меня есть ещё письмо Жуковского, в котором он заклинает меня Богом выйти замуж за Красовского или же за Мойера, или за кого-нибудь; просить маменьку позволить ему найти мужа, единственно для того, чтобы избавить меня от Воейкова.

#### Замужество
Новый претендент на руку Маши — хирург, профессор университета Иван Мойер — понравился всем, кроме Воейкова. Семья Мойера была такой же религиозной, как и семья Протасовых. Он успевал соединять преподавательскую деятельность, занятия медициной и благотворительность. Позднее Мария, говоря о его доброте, вспоминала также доброту Жуковского и сравнивала их обоих с филантропами — героями романа Жанлис «Адель и Теодор». Екатерина Афанасьевна находила в Мойере лишь один недостаток — он не был дворянином. В феврале 1816 года брак был уже делом решённым, и Жуковский, как он внутренне ни готов был к такому исходу, пережил сильнейшее потрясение. Самой Маше, несмотря на все достоинства жениха, решение о замужестве далось тяжело. Более всех её понимала, вероятно, лишь Авдотья Киреевская, которая не одобряла союза с Мойером и до самого последнего момента надеялась, что Маша сделает выбор в пользу Жуковского.
Часть исследователей полагает, что брак Марии Андреевны был счастливым, и что только первые годы его были омрачены отсутствием детей, непривычной для молодой женщины, выросшей в русской барской семье, обстановкой, тоской по родине, занятостью и малообщительностью мужа. Сакулин называет этот семейный союз браком по рассудку и полагает, что Мария Андреевна и Жуковский так и не смогли, как хотели оба, преобразовать свою любовь во «влюблённую дружбу» (фр. amitié amoureuse).
Филипп Вигель, побывавший в доме Мойеров и слышавший о Марии Андреевне много задолго до их встречи, в своих воспоминаниях описал впечатления от кратковременного знакомства с супругами:
Смотреть на сей неравный союз было мне нестерпимо; эту кантату, эту элегию, никак не умел я приладить к холодной диссертации. Глядя на госпожу Мойер, так я рассуждал сам с собой, кто бы не был осчастливлен её рукой? И как ни один из молодых русских дворян не искал её?
Изучая письма Марии Андреевны из «Уткинского сборника», Сакулин отмечал, что она так и не разлюбила Жуковского и «до самой смерти мучилась на медленном огне подавленного чувства».
Под руководством мужа Мария Андреевна изучала медицину и помогала больным, работая также в женской тюрьме. По воспоминаниям её дочери, однажды Марию Андреевну случайно заперли вечером в остроге, и она, не желая никого беспокоить, провела ночь в тюрьме.
Несмотря на то, что по всеобщему признанию Мойер любил жену, между супругами всё-таки возникали недоразумения. В 1820 году в их доме поселился бедный студент Карл Зейдлиц, оставшийся без крова и средств к существованию. По словам Марии Андреевны, Зейдлиц очень привязался к ней и вскоре стал называть Mutter Marie (так её звали не только члены семьи, но и жители Дерпта): «Он заслужил мою дружбу, оберегая меня так, как будто я была его настоящей матерью, и я гордилась влиянием, которое оказала на него, потому что когда он попал к нам в дом, то был на плохом пути». Когда Мария болела после тяжёлых родов, все три недели он не отходил от её постели и читал ей «старые, известные ему книги». Мойер, по словам жены, не понял её «невинных и естественных» отношений с Зейдлицем, встревожилась и Екатерина Афанасьевна, опасавшаяся повторения «Муратовской истории». Мойер настоял на том, чтобы Зейдлиц покинул их дом, разрешив, однако, жене общаться с ним.
В середине марта 1823 года Мария Андреевна, родив мёртвого мальчика, скончалась. Жуковский, который незадолго до этого гостил у Мойеров и за десять дней до смерти Марии покинул Дерпт, не успел на её похороны. На смерть Марии он написал стихотворение («Ты предо мною стояла тихо…»), позднее названное «19 марта 1823». На могиле М. А. Мойер  на православном кладбище был установлен крест с распятием, выполненный по эскизу Жуковского с двумя изречениями из Евангелия, которые она любила повторять при жизни.

## Публикация писем. Оценка личности
В 1904 году были изданы письма Жуковского, Марии Андреевны и Екатерины Афанасьевны Протасовых, хранившиеся в семейном архиве М. В. Беэр (урождённой Елагиной). Сборник получил названия «Уткинского» по месту нахождения архива — в селе Уткине Белёвского уезда Тульской губернии. По мнению редактора сборника, А. Грузинского, изучение эпистолярного наследия Марии раскрывает «глубоко интересную картину развития русской женщины». Грузинский имел возможность познакомиться не только с письмами Марии, относившимися к дерптскому периоду, но и с её ранними (с 1806 года) посланиями из уткинского архива. Он был в восхищении от их стиля, опубликовал выдержки из них и сожалел, что они не вошли в «Уткинский сборник». П. Сакулин давал им более сдержанную оценку, в то же время он отмечал, что чтение писем наводит на мысль о сходстве их автора и пушкинской Татьяны: Мария, по его словам, была «живой pendant» героини «Евгения Онегина» «и вообще женским типам начала XIX в.» В своей работе Сакулин проследил формирование личности женщины, сыгравшей важную роль в судьбе и творчестве одного из зачинателей русского романтизма. Воспитанница Жуковского, Мария Протасова, «типичная Пушкинская Татьяна, может быть более глубокая и мыслящая, более основательно образованная», своеобразно восприняла философию своего учителя, увлёкшись её «мистически-религиозной» стороной. Она искала и не нашла забвения в семейной жизни, а реализоваться в жизни общественной для женщины в ту эпоху не представлялось возможным. В то же время, по словам Сакулина, Мария оставалась дочерью своего времени, целиком принимавшей его со всем несовершенным устройством.

## Комментарии
1. ↑  Пятнадцатилетней Минване (Мария) являются три сестры: Прошедшее, Настоящее и Будущее. Они неразлучны друг с другом. Жизнь, утверждает Жуковский, была бы «одним последствием скучных и несвязных сновидений», если бы не тесная связь настоящего с прошлым и будущим.
2. ↑  Однако позднее Екатерина Афанасьевна противоречит сама себе: сообщая в феврале 1816 года о том, что Маша приняла предложение Мойера, она пишет, что дочь «решилась победить себя», и тем самым невольно признаёт, что ситуация была намного сложнее, чем ей хотелось бы.
3. ↑  Рассказ К. К. Зейдлица, друга и биографа Жуковского, о том, что исполнение поэтом романса «Пловец» в Черни 3 августа 1812 года было воспринято старшей Протасовой как нарушение данного им обещания и привело к тому, что Жуковский был вынужден покинуть Муратово (см.: Зейдлиц К. Жизнь и поэзия В. А. Жуковского: По неизданным источникам и личным воспоминаниям. — СПб., 1883. — С. 49—50.), грешит неточностями и сомнителен с точки зрения хронологии. Жуковский уехал в армию 2 августа 1812 года. Он навещал Протасовых в Орле, и, судя по дневнику, который летом — осенью 1812 года вели совместно Екатерина Афанасьевна, её дочери и А. Киреевская, между ним и Протасовой-старшей не было никаких напряжённых отношений.
4. ↑  Оставшегося вакантным после гибели Андрея Кайсарова.
5. ↑  Впервые к этому материалу обратился А. Н. Веселовский, который привёл выдержки из дневников 1814—1815 года в своей работе «В. А. Жуковский. Поэзия чувства и „сердечного воображения“». Дневники были полностью опубликованы П. К. Симони в юбилейном сборнике «Памяти В. А. Жуковского и Н. В. Гоголя» (1907). Разъяснением к ним являются материалы «Уткинского сборника» (1904), содержащего письма Жуковского, Марии и Екатерины Афанасьевны.
6. ↑  В разных источниках приводятся различные даты.